# Кюстендорф
Кюстендорф/Кустендорф (на немски: Küstendorf) също Ме́чавник (Мећавник / Mećavnik) или Дървен град (на сръбски: Дрвенград), е сръбско етно-село край гр. Ужице, западна Сърбия.
Разположено е на бърдото Кюстендорф в планината Мокра гора на територията на Град Ужице, на границата на Сърбия с Босна и Херцеговина и близо до границата с Черна гора.
Построено е специално за снимките на филма „Животът е чудо“ на Емир Кустурица през 2004 г. Представя типичния сръбски бит с народни градежи в Сърбия.
Гара Голубичи в Кюстендорф е железопътна спирка на живописната теснолинейка Шарганска осмица. Сред изградените обекти са също/ църква „Свети Сава“, кинотеатър „Стенли Кубрик“, ресторант, спортна зала, сладкарница, магазин, къща за семейство Кустурица.
Улиците са наименувани в чест на известни хора: „Андрей Тарковски“, „Брус Ли“, „Диего Марадона“, „Ернесто Че Гевара“, Иво Андрич, „Ингмар Бергман“, „Никола Тесла“, „Федерико Фелини“ и др. Има площад „Никита Михалков“.
В етноселото ежегодно се провежда Международен филмов и музикален фестивал Кустендорф (Међународни филмски и музички фестивал Кустендорф) от 2008 г. Създател и директор на фестивала е самият режисьор Е. Кустурица, който е и основателят на Дървен град.